# Shadoxhurst

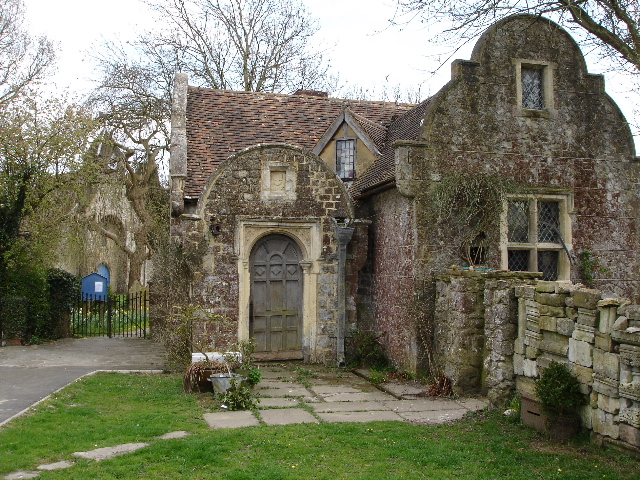
Shadoxhurst: la School House

Shadoxhurst è un villaggio  con status di parrocchia civile dell'Inghilterra sud-orientale, facente parte della contea inglese del Kent e del borough di Ashford. Conta una popolazione di circa 1.200-1.300 abitanti.

## Geografia fisica
Il villaggio di Shadoxhurst si trova nella parte sud-orientale della contea del Kent ed è situato tra i North Downs e la Romney Marsh, a sud di Kingsnorth.

## Storia
Il villaggio è menzionato sin dal 1239 come Schettokeshers.

## Monumenti e luoghi d'interesse

### Architetture religiose

#### Chiesa di San Pietro e Paolo
Tra i principali edifici di Shadoxhurst, figura la chiesa di San Pietro e Paolo, eretta nel XIII secolo, ma con elementi del XVIII e XIX secolo.
|  |

## Società

### Evoluzione demografica
Al censimento del 2001, la parrocchia civile di Shadoxhurst contava una popolazione pari a 1.287 abitanti, di cui 677 erano donne e 610 erano uomini.
La località ha conosciuto un incremento demografico rispetto al 2001, quando contava una popolazione pari a 1.227 abitanti.